# Sympycnus crinipes
Sympycnus crinipes är en tvåvingeart som beskrevs av Becker 1922. Sympycnus crinipes ingår i släktet Sympycnus och familjen styltflugor. Inga underarter finns listade i Catalogue of Life.